# مكبح القطار

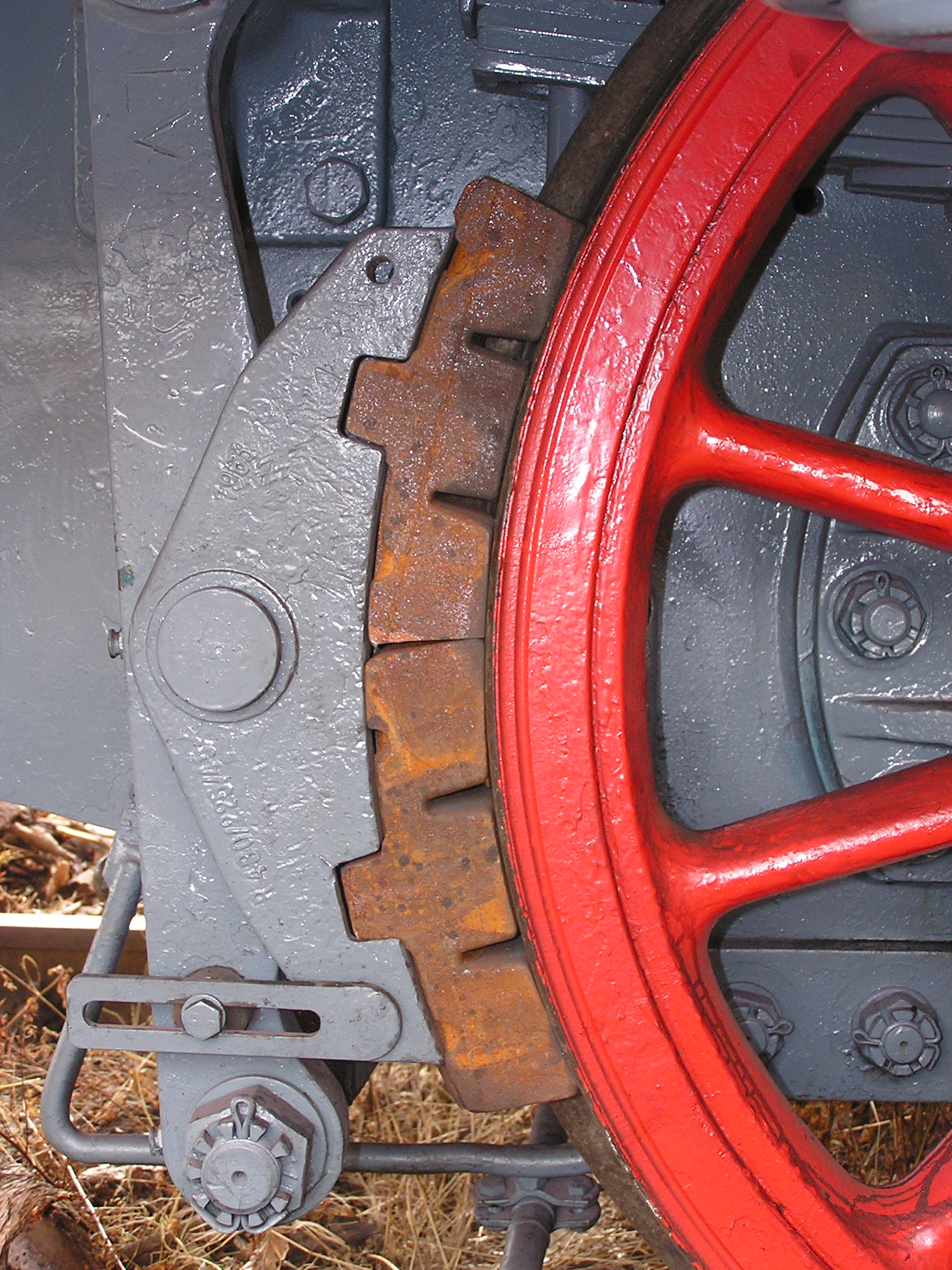
فرامل مشبكية تقليدية: حذاء الفرامل (بني) يحمل على سطح (الإطار) من العجلة (أحمر) ، ويتم تشغيله بواسطة العتلات (رمادي) على اليسار

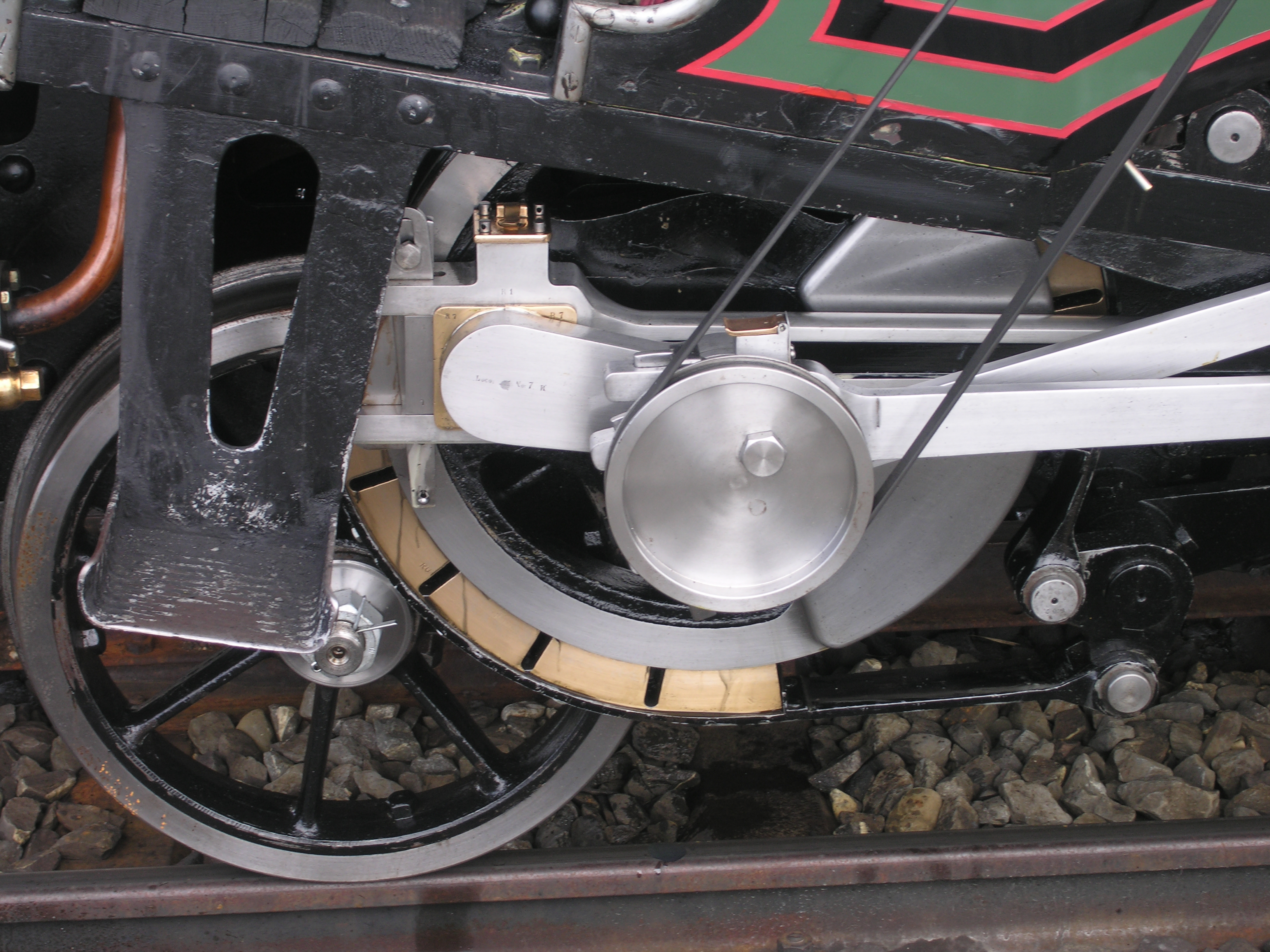
فرامل شريط مثبتة على قاطرة بخار عام 1873 لسكة حديد ريجي

مكبح القطار أو فرامل السكك الحديدية هي نوع من المكابح المستخدمة في عربات قطارات السكك الحديدية لتمكين التباطؤ أو التحكم في التسارع (هبوطًا) أو إبقائها في حالة حركة عند الوقوف. على الرغم من أن المبدأ الأساسي مشابه للمبدأ المتعلق باستخدام المركبات على الطرق، إلا أن الميزات التشغيلية أكثر تعقيدًا بسبب الحاجة إلى التحكم في العديد من العربات المرتبطة وأن تكون فعالة على المركبات التي تُركت دون محرك رئيسي. الفرامل المشبكية هي أحد أنواع الفرامل المستخدمة تاريخيا في القطارات.

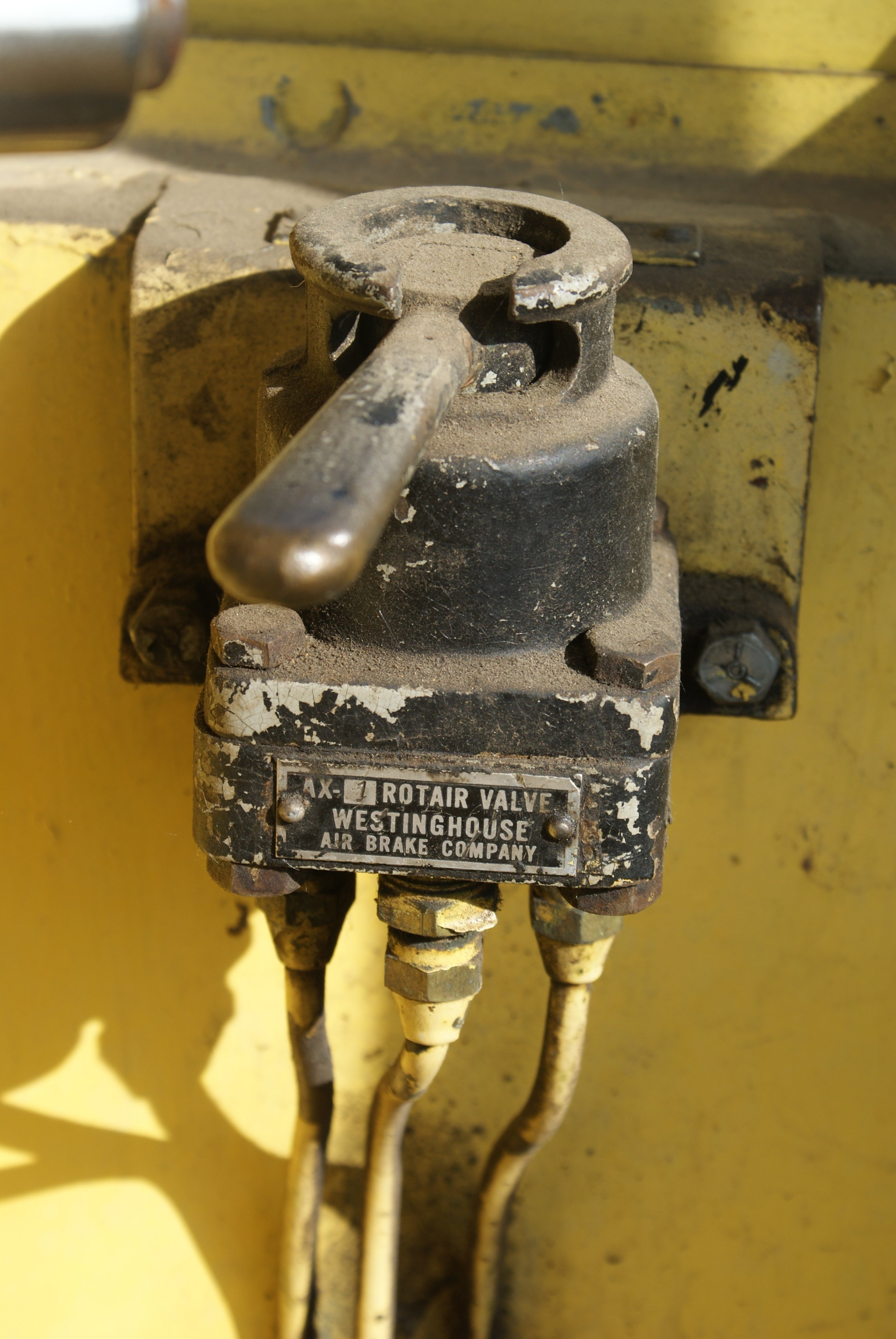
صمام روتير Rotair من شركة وستنفهاوس Westinghouse Air brake Company